# Rusek Mały
Rusek Mały (niem. Klein Rauschken) – wieś w Polsce położona w województwie warmińsko-mazurskim, w powiecie szczycieńskim, w gminie Dźwierzuty. W latach 1975–1998 miejscowość administracyjnie należała do województwa olsztyńskiego.
Wieś mazurska, położona nad brzegiem jeziora Rusek. 

## Historia
Wieś lokowana w 1414 r. na prawie chełmińskim. Od początku XVII w. wieś związana z majątkiem szlacheckim, po którym obecnie zachował się dwór oraz park o charakterze krajobrazowym. 
Zobacz też: Rusek Wielki